# Love Me Better
Love Me Better è un singolo del cantautore britannico James Blunt, pubblicato il 27 gennaio 2017 come primo estratto dal quinto album in studio The Afterlove.

## Descrizione
Scritto da James Blunt insieme a Ryan Tedder e Zach Skelton (che lo hanno anche prodotto), il brano ha anticipato l'uscita del quinto album in studio di Blunt, The Afterlove, di cui costituisce la prima traccia. Nello stesso giorno della pubblicazione del singolo, è stato reso disponibile il pre-ordine online dell'album.
Blunt ha eseguito il brano al The Graham Norton Show il 24 febbraio 2017.

## Video musicale
Il videoclip del brano, diretto da Vaughan Arnell, è stato pubblicato il 2 febbraio 2017 sul canale YouTube del cantautore.

## Tracce
Download digitale / CD promo
1. Love Me Better – 3:38

Love Me Better (Remixes)
1. Love Me Better (Deepend Remix) – 3:29
2. Love Me Better (José Lucas Remix) – 3:42
3. Love Me Better (Culture Code Remix) – 3:09

## Classifiche
| Classifica (2017) | Posizione massima |
| ----------------- | ----------------- |
| Belgio (Fiandre)  | 62                |
| Belgio (Vallonia) | 57                |
| Francia           | 140               |
| Regno Unito       | 93                |
| Svezia            | 99                |
| Svizzera          | 87                |